# 博安南鎮區 (阿肯色州麥迪遜縣)
博安南鎮區（英語：Bohannan Township）是位於美國阿肯色州麥迪遜縣的一個行政鎮區。

## 地方資料
根據2010年美國人口普查的數據，博安南鎮區的面積為45.00平方千米，當中陸地面積為44.40平方千米，而水域面積為0.60平方千米。當地共有人口631人，而人口密度為每平方千米14人。